# Käthe Buchler

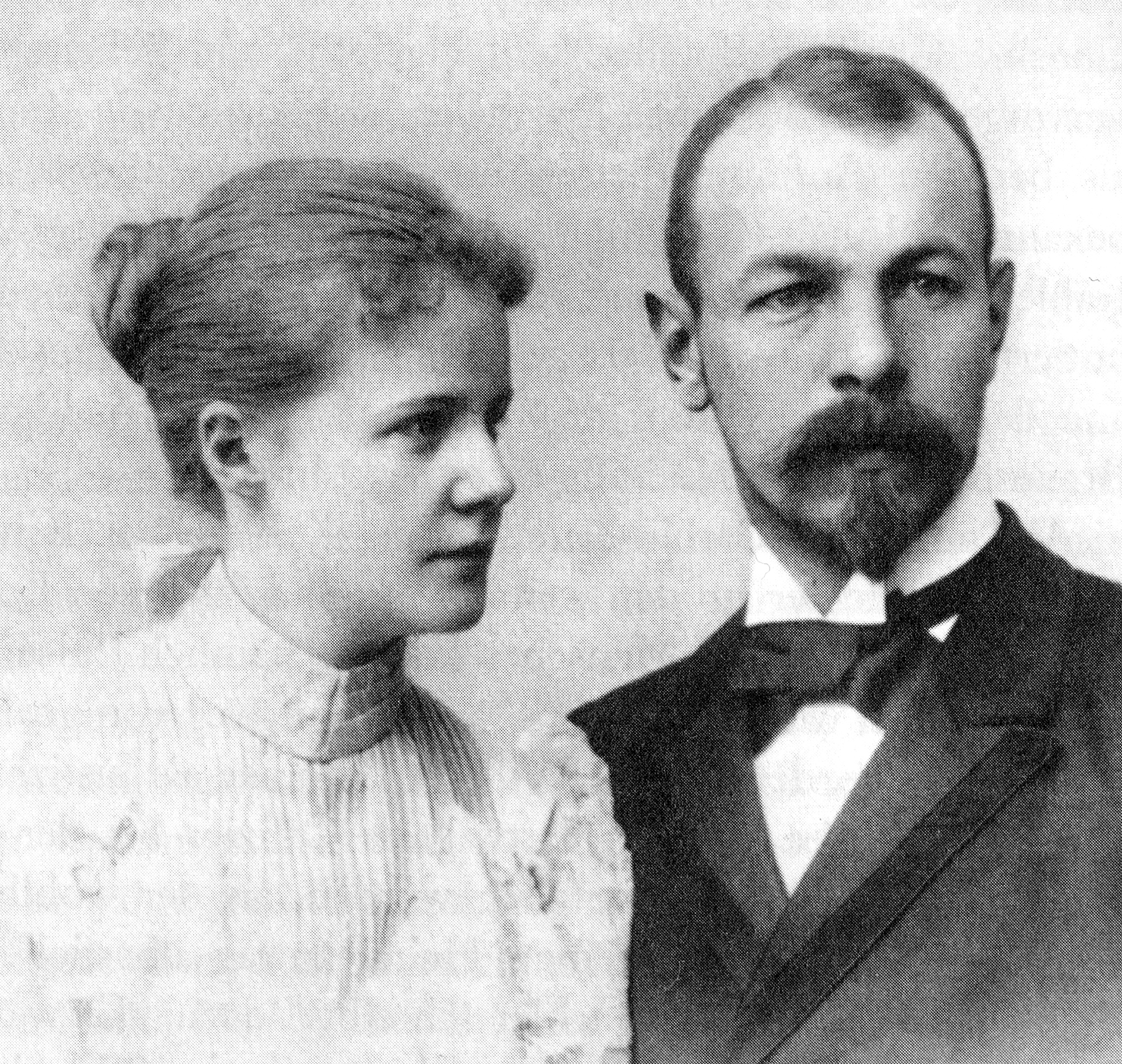
1895: Käthe Buchler, geb. von Rhamm mit ihrem Ehemann Walther Friedrich Theodor Buchler.

Käthe Buchler, geb. von Rhamm, (* 11. Oktober 1876 in Braunschweig; † 14. September 1930 ebenda) war eine deutsche Amateurfotografin, deren Bilder als bedeutsame Quellen für die Geschichte der deutschen Frauen im Kriegsalltag im Ersten Weltkrieg und die Verwendung der Farbfotografie dienen.

## Leben
Käthe Buchler wurde 1876 als Tochter des Landtagsabgeordneten, Landsyndikus und Rechtshistorikers Albert von Rhamm (Mitglied der Ehrlichen Kleiderseller zu Braunschweig) und seiner Frau Emma geb. Spies in Braunschweig geboren. Mit zwei Schwestern und einem Bruder wuchs sie in gesicherten Verhältnissen wohlbehütet auf.
Da sie seit frühester Jugend schwerhörig war, ließ sie sich gegen dieses Leiden mehrfach in Berlin behandeln. Dort nahm sie an Kursen für Fotografie des 1866 gegründeten Lette-Vereins teil, der sich der „Förderung der Erwerbstätigkeit des weiblichen Geschlechts“ verschrieben hatte und seit 1890 auch die Ausbildung zur Fotografin anbot. Zuvor hatte sie sich bereits mit Ölmalerei und Aquarellmalerei auseinandergesetzt.
1895 heiratete sie den Inhaber der Chininfabrik Braunschweig Buchler & Co, Walther Friedrich Theodor Buchler (1863–1929), der das 1858 von seinem Vater Hermann Buchler begründete Unternehmen führte. Das Ehepaar wohnte zunächst mit in der Villa der Schwiegereltern, Petritorpromenade 25, die nach den Eigentümern Villa Buchler genannt wurde. 1901 zog das junge Paar in die Villa am Löwenwall 19, die schließlich ebenfalls als Villa Buchler bezeichnet wurde. Dort besann sie sich auf die damaligen Kurse zurück und begann ihren Mann und ihre zwei Kinder im Porträt mit einer von ihm geschenkten zweiäugigen Voigtländer-Kamera festzuhalten. Doch auch sozial engagierte Fotoserien mit einer vom selben Hersteller produzierten Plattenkamera im Format 9 × 12 folgten. Ab 1906 frischte sie ihre Kenntnisse im Lette-Verein wieder auf. Seit 1910 – nach anderen Angaben ab 1913 – verwendete sie auch das Autochromverfahren zur Herstellung von Farbfotografien. In erster Linie lichtete sie mit diesem recht teuren Verfahren nur das Umfeld ihrer Familie ab, aber auch die Kinder des Braunschweiger Rettungshauses, einer Einrichtung für sozial benachteiligte Jungen und Mädchen, und Sintikinder, die in Steterburg Rast machten, fanden sich auf diesen Farbaufnahmen wieder.
Als ab 1914 immer mehr Männer im Gefolge des Ersten Weltkriegs dienstverpflichtet wurden, mussten verstärkt Frauen den „Dienst an der Heimatfront“ in traditionellen Männerberufen leisten. Zwar war Käthe Buchler als Angehörige des gehobenen Bürgerstandes Mitglied im Roten Kreuz und im Nationalen Frauenverein, sah aber ihre Hauptaufgabe darin, die Tätigkeiten ihres weiblichen Umfeldes in der Arbeit in Männerberufen im Bild zu dokumentieren.
Allerdings ging sie noch darüber hinaus, indem sie die Aufnahmen mit „vaterländischem Blick“ inszenierte, um damit „den Durchhaltewillen des Bürgertums an der Heimatfront festzuhalten“.
Dabei symbolisieren die Frauen in Buchlers Aufnahmen nicht die weibliche Emanzipation, sondern im Geiste ihrer Zeit die „pflichtbewusst-dienende[…] Frau, die genau weiß, wo im Krieg ihr Platz ist.“

## Nachlass

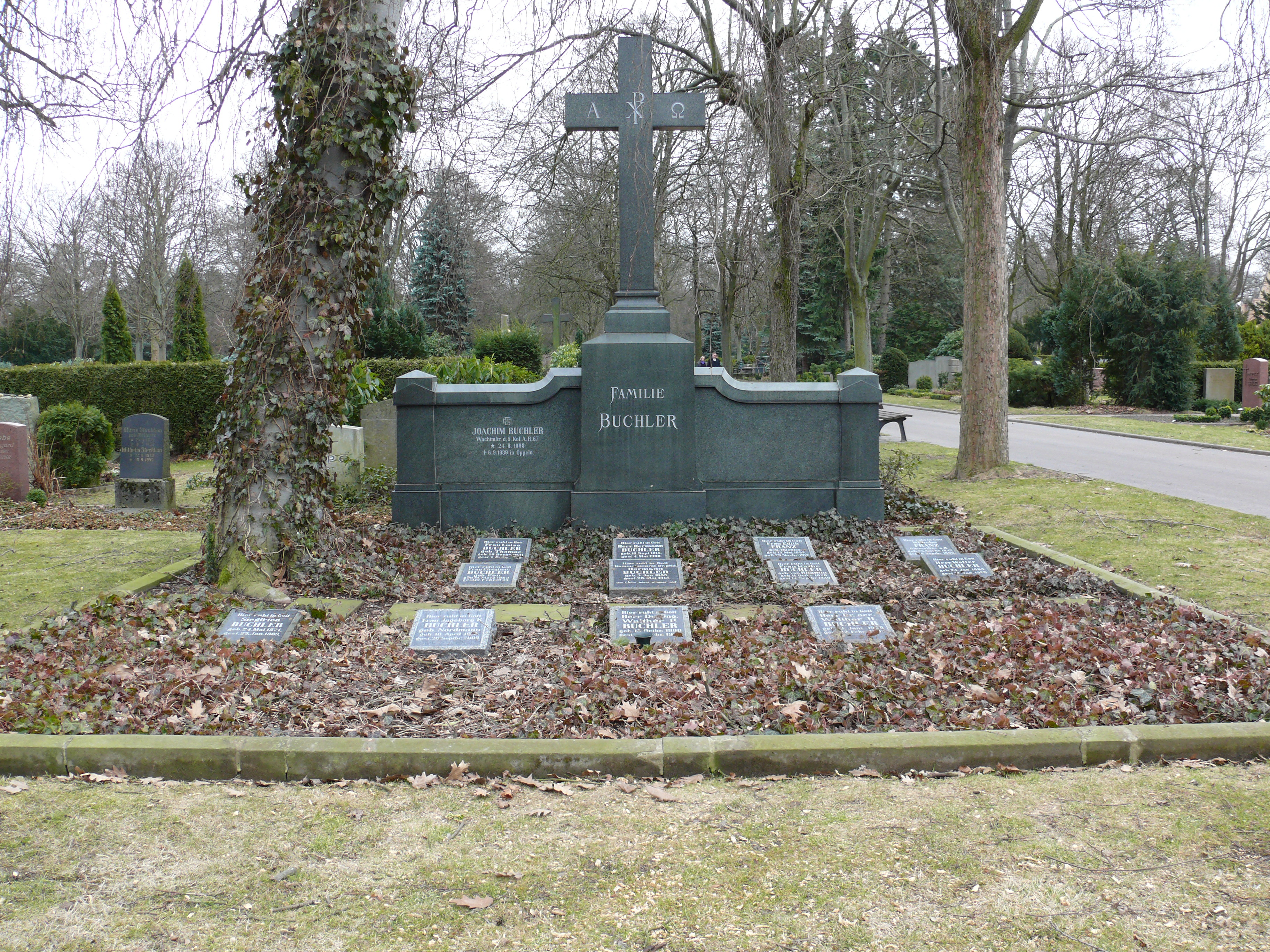
Grabstätte Käthe Buchlers auf dem Hauptfriedhof Braunschweig

Die Aufnahmen Käthe Buchlers befinden sich seit 2003 als nahezu kompletter Nachlass im Bestand des Museums für Photographie in Braunschweig und dienten bereits 1980 als Quellenmaterial für einen wissenschaftlichen Aufsatz. Im Zuge einer ARD-Dokumentation über den Ersten Weltkrieg wurden ihre Bilder 2004 auch einer breiten Öffentlichkeit bekannt. Ihre 175 Autochromes, die in erster Linie zwischen 1913 und 1930 entstanden sind, behielt sie sich für den privaten Rahmen vor. Diese als Archivgut als Rarität zu betrachtenden Bildzeugnisse wurden Ende 2006/Anfang 2007 in einer Ausstellung und Publikation der Öffentlichkeit präsentiert.

## Einzelbelege
1. ↑  Walther P. Buchler: Buchler-Villa. In: Manfred Garzmann, Wolf-Dieter Schuegraf (Hrsg.): Braunschweiger Stadtlexikon. Ergänzungsband. Joh. Heinr. Meyer Verlag, Braunschweig 1996, ISBN 3-926701-30-7, S. 32.
2. ↑  Gerd Spies (Hrsg.): Der Braunschweiger Löwenwall. (= Braunschweiger Werkstücke, Reihe B, Veröffentlichungen aus dem Städtischen Museum, Band 98.) Braunschweig 1997, ISBN 3-927-28828-4, S. 102.
3. ↑  Anne Roerkohl: Schlachtfeld Heimat. in: Der Erste Weltkrieg. Das Buch zur ARD-Fernsehserie. Mit Beiträgen von Christiane Beil, Werner Biermann, Heinrich Billstein, Jürgen Bürschenfeld, Anne Roerkohl, Susanne Stenner und Gabriele Trost. Rowohlt, Berlin 2004, S. 174, und WDR Wissen (Seite nicht mehr abrufbar, festgestellt im April 2019. Suche in Webarchiven)  Info: Der Link wurde automatisch als defekt markiert. Bitte prüfe den Link gemäß Anleitung und entferne dann diesen Hinweis. auf lernzeit.de
4. ↑  Anne Roerkohl: Schlachtfeld Heimat. S. 175.
5. ↑  Die Schönheit der Chemie auf taz.de

| Personendaten    | Personendaten       |
| ---------------- | ------------------- |
| NAME             | Buchler, Käthe      |
| ALTERNATIVNAMEN  | Rhamm, Käthe von    |
| KURZBESCHREIBUNG | deutsche Fotografin |
| GEBURTSDATUM     | 11. Oktober 1876    |
| GEBURTSORT       | Braunschweig        |
| STERBEDATUM      | 14. September 1930  |
| STERBEORT        | Braunschweig        |